# Musée municipal d'art contemporain de Cocody
Pour les articles homonymes, voir Cocody (homonymie).
Le musée d'art contemporain de Cocody, créé en 1993, est un musée municipal de la commune de Cocody, située à Abidjan, la capitale économique de la Côte d'Ivoire. 
Il regroupe une centaine de pièces, principalement des tableaux, sculptures, peintures, photographies, documents et archives.
Autrefois situé dans le quartier Ambassade de Cocody, il a été déménagé au Centre d'étude et de formation artistique et culturelle (CEFAC) situé dans un autre quartier, Riviera 2.